# Chiesa di San Michele Arcangelo (Salgareda)
La chiesa di San Michele Arcangelo è la parrocchiale di Salgareda, in provincia e diocesi di Treviso; fa parte del vicariato di Monastier.

## Storia

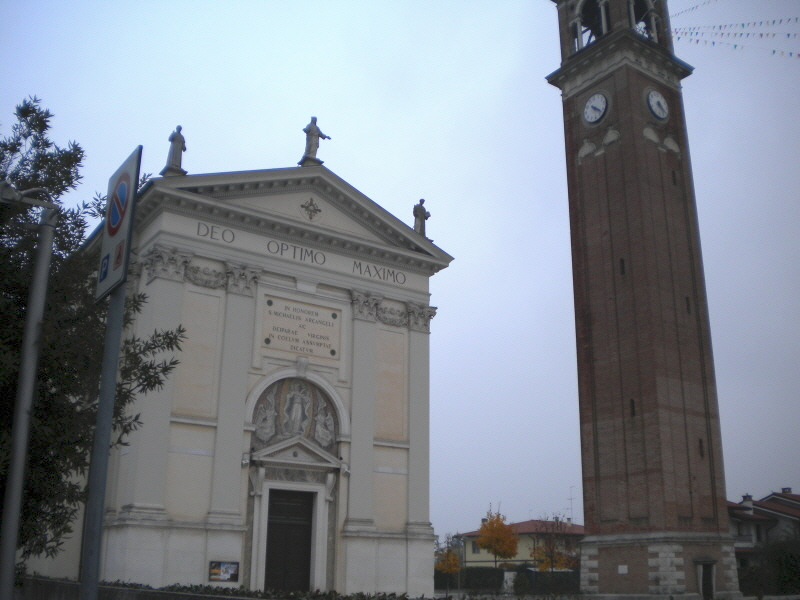
Chiesa e campanile

Pieve sin dal 1297, l'attuale edificio è stato edificato a partire dal 1922, su progetto degli architetti Alberto Alpago Novello e Ottavio Cabiati, e dell'ingegnere Giovan Battista Schiratti, aperta al culto il 31 gennaio 1926 e consacrata il 29 settembre 1937 dal vescovo Antonio Mantiero.

## Descrizione
Lo stile architettonico è classicheggiante; nella facciata quattro paraste terminano con capitelli corinzi. All'interno degni di nota gli affreschi, che si rifanno allo stile preraffaellita, realizzati da Carlo Donati nel 1926 e quelli di Arturo Favaro del 1956. Sul sagrato sorge il campanile, sovrastato dalla statua del patrono san Michele Arcangelo, opera del ramaio veneziano Girolamo Paludetti, che la realizzò nel 1902 per il campanile della vecchia chiesa distrutto dagli italiani, prima di ritirarsi oltre il Piave, l'8 novembre 1917; questa statua, recuperata dalle macerie, fu restaurata e ricollocata sul nuovo campanile nel 1926.

### Altari
La chiesa arcipretale di San Michele Arcangelo, oltre all'altare maggiore, era dotata di cinque altari laterali. L'altare maggiore, su disegno dei  progettisti della chiesa, è stato realizzato dalla ditta Cavallini di Pove del Grappa nel 1926; su quest'altare il 15 agosto del medesimo anno fu celebrata la prima messa. Entrando dalla porta principale, in cornu epistolae troviamo l'altare di San Pio X, l'ultimo realizzato nel 1956 con la pala opera di Arturo Favaro. Continuando sul medesimo lato c'è l'altare di San Giuseppe, il manufatto è di epoca barocca ed è stato acquistato negli anni Venti dalla chiesa di San Martino di Sottomarina di Chioggia (a quel tempo, parzialmente distrutta da un incendio, vendeva i materiali superstiti), questo altare accoglie la pala del transito di San Giuseppe, realizzata da Carlo Donati nel 1927, forse l'opera migliore di questo pittore conservata nella chiesa di Salgareda. Dopo questo altare, sul medesimo lato, in una nicchia più ampia delle precedenti è custodito l'altare della Madonna Assunta in cielo, la statua lignea è una copia degli anni Venti, realizzata da Giuseppe Obletter, artigiano di Ortisei, della famosa Assunta di Andrea Brustolon realizzata nel 1702 per il seminario di Feltre. Dal lato opposto, di fronte, era situato l'altare del Sacro Cuore di Gesù, ospitava un trittico statuario realizzato negli anni Quaranta dallo scultore Francesco Rebesco di San Zenone degli Ezzelini; al centro di questo trittico era collocata la statua del Sacro Cuore, alla sua destra santa Margherita Alacoque e alla sua sinistra il beato Claudio de la Colombière. Su indicazione della Commissione diocesana di Arte Sacra, questo altare venne rimosso negli anni Novanta per lasciare spazio alla collocazione del nuovo organo. Parte dei marmi e le tre statue sono state ricollocate nella cappella che ospitava il battistero, la prima in cornu evangelii , vicina alla porta centrale. Sul medesimo lato, di fronte all'altare di San Giuseppe, sorge quello dedicato a Sant'Antonio da Padova; l'altare in argomento ospita una pala di modesta fattura, realizzata nel 1935 dal prof. Luigi Marcon di Zenson di Piave; questo altare, analogamente a quello di San Giuseppe, proviene dall'alienata chiesa di San Martino a Sottomarina di Chioggia. Ora, con la rimozione dell'altare del Sacro Cuore e la ricollocazione delle statue nella nicchia del battistero, gli altari laterali sono rimasti quattro. La pila del fonte battesimale, per ottemperare le nuove disposizioni liturgiche, è stata collocata all'angolo in cornu epistolae tra il presbiterio e la navata.

### Organo a canne
L'opera artistica più interessante (unica nel suo genere in Italia), conservata all'interno dell'arcipretale di San Michele Arcangelo, è rappresentata dall'organo, modellato sugli stilemi dell'arte organaria francese romantica della seconda metà dell'800, progettato dall'organista titolare Renzo Toffoli e costruito da Andrea Zeni di Trento, venne inaugurato il primo maggio del 1999, a cento anni dalla morte del grande organaro francese Aristide Cavaillé-Coll a cui questo strumento è ispirato, rappresenta tuttora il primo modello in Italia con questa ben definita tipizzazione. L'organo, interamente a trasmissione meccanica, data l'elevata pressione (100 mm su colonna d'acqua), è dotato di una leva Barker, ossia un sistema pneumatico che moltiplica la forza del dito sul tasto, sfruttando la pressione del vento dell'organo per gonfiare dei piccoli mantici, si supera così la resistenza dei ventilabri nei somieri dell'organo. Lo strumento è a 2 manuali da 58 tasti (estensione Do1 - La5) con 13 registri al Grand-Orgue (10 labiali e 3 ad ancia); 9 al Récit (6 labiali e 3 ad ancia). Una pedaliera da 30 tasti e 4 registri (2 labiali e 2 ad ancia). Lo strumento è composto da 1657 canne.